# Досхи
 Досхи  — одно из меотских племен, живших в первом тысячелетии до н. э. на восточном и юго-восточном побережье Азовского моря.

Меоты занимались земледелием и рыболовством. Часть Меотов по языку была родственна адыгам, часть ираноязычна. В 4—3 вв. до н. э. многие из Меотов вошли в состав Боспорского государства.

— Меоты — статья из Большой советской энциклопедии. 
В современное время силу набирает «индоарийская гипотеза» происхождения меотских племён (предложенная О.Н. Трубачёвым) и частично поддержанная Л.С. Клейном), согласно которой меотские племена (в том числе и досхи) — индоевропейцы.
В некоторых надписях времён Левкона I, боспорского царя правившего с 389 (388) г. по 349 (348) г. до н. э., высеченных на каменных блоках, он именуется царствующим над синдами, торетами, дандариями, псессами, а в одной из них он назван царем синдов и всех меотов. В титуле Перисада I, одного из преемников Левкона I, упоминаются, кроме того, фатеи и досхи.